# Nemzeti Bajnokság V 1941–1942
Nemzeti Bajnokság V 1941–1942 sau liga a 5-a maghiară sezonul 1941–1942 a fost al 24-lea sezon desfășurat în această competiție.

## Istoric și format
Liga a cincea a fost formată din 33 de serii. Doar în seriile Tisa de Sus, clasa II., grupa Baia Mare și Criș, clasa II., grupa Nord-est au evoluat echipe românești. 
Cele 33 serii au fost: 
| - Alföld, clasa II., grupa Nord - Alföld, clasa II., grupa Kiskun - Alföld, clasa II., grupa Mureș - Alföld, clasa II., grupa Tisa - Alföld, clasa II., grupa Novi Sad Est - Alföld, clasa II., grupa Novi Sad Vest - Alföld, clasa II., grupa Zombory | - Budapesta, clasa II., grupa Sud - Budapesta, clasa II., grupa Nord - Budapesta, clasa II., grupa Est - Transdanubia Sud, clasa II., grupa Sud - Transdanubia Sud, clasa II., grupa Kaposvar - Transdanubia Sud, clasa II., grupa Nagykanisza - Transdanubia Nord, clasa II., grupa De Sus | - Transdanubia Nord, clasa II., grupa Gyor - Transdanubia Nord, clasa II., grupa Sopron - Transdanubia Nord, clasa II., grupa Sekesfehervar - Transdanubia Nord, clasa II., grupa Sombateli - Transdanubia Nord, clasa II., grupa Vesprem - Dunăre-Tisa, clasa II., grupa Rakos - Dunăre-Tisa, clasa II., grupa Solnoc | - Dunăre-Tisa, clasa II., grupa Vac - Felvideki(de Sus), clasa I., grupa Bodvavolg - Felvideki(de Sus), clasa I., grupa Balasgyarmati - Felvideki(de Sus), clasa I., grupa Bukk - Felvideki(de Sus), clasa I., grupa Cașovia - Felvideki(de Sus), clasa I., grupa Matra - MOVE, clasa II., grupa Zrínyi | - Tisa de Sus, clasa II., grupa Debrețin - Tisa de Sus, clasa II., grupa Baia Mare - Criș, clasa II., grupa Sud - Criș, clasa II., grupa Sud-vest - Criș, clasa II., grupa Nord-est |

## Tisa de Sus, clasa II., grupa Baia Mare
Echipele participante au fost din 4 localități: 
- Baia Mare: AS Dealul Crucii, AS Aurum, CS Gutinul,
- Cavnic: AS
- Ocna Șugatag: ASL
- Nistru: FCMD

Doar Baia Mare a avut mai mult de o echipă.
| Poz | Echipă                                                     | Pld | W | D | L | GF | GA | GD | Pct |
| --- | ---------------------------------------------------------- | --- | - | - | - | -- | -- | -- | --- |
| 1   | AS Dealul Crucii Baia Mare / Nagybánya, Kereszthegyi SE(C) | –   | – | – | – | –  | –  | –  | –   |
| 2   | AS Aurum Baia Mare / Nagybányai Aurum SE                   | –   | – | – | – | –  | –  | –  | –   |
| 3   | CS Gutinul Baia Mare/Nagybányai Gutin SC                   | –   | – | – | – | –  | –  | –  | –   |
| 4   | ASL Ocna Șugatag / Aknasugatagi LSE                        | –   | – | – | – | –  | –  | –  | –   |
| 5   | FC Minele Domnișoarei Nistru / Kisasszonybányai FC         | –   | – | – | – | –  | –  | –  | –   |
| 6   | AS Cavnic / Kapnikbányai SE                                | –   | – | – | – | –  | –  | –  | –   |

(C) Campioana a fost AS Dealul Crucii Baia Mare.
Surse:
"Sportul Național"/"Nemzeti Sport" din 1941.11.16

## Seria Criș, clasa II., grupa Nord-est
Echipele participante au fost din 4 localități:  
- Oradea: Stăruința II, CFM, AS Kolping Înfrățirea, Ferar
- Salonta: CS, AS Bocica
- Șercad: CASE
- Vesto: AS

Doar Oradea a avut mai mult de o echipă.
| Poz | Echipă                                        | Pld | W  | D | L  | GF  | GA | GD  | Pct |
| --- | --------------------------------------------- | --- | -- | - | -- | --- | -- | --- | --- |
| 1   | CS Salonta / Nagyszalontai SC(C)(P)           | 26  | 20 | 3 | 3  | 117 | 28 | +89 | 43  |
| 2   | Fabrica de zahăr Șercad / Sarkadi CASE (P)    | 25  | 16 | 4 | 5  | 81  | 39 | +42 | 36  |
| 3   | Stăruința Oradea II / Nagyváradi Törekvés II. | 26  | 15 | 5 | 6  | 81  | 43 | +38 | 35  |
| 4   | CFM Oradea II/ Nagyváradi MÁV II.             | 26  | 15 | 3 | 8  | 69  | 50 | +19 | 33  |
| 5   | AS Bocica Salonta / Nagyszalontai Bocskai SE  | 25  | 14 | 0 | 11 | 74  | 44 | +30 | 28  |
| 6   | AS Kolping Înfrățirea Oradea(*)               | 26  | 11 | 3 | 12 | 41  | 44 | -3  | 25  |
| 7   | Ferar Oradea(*)                               | 26  | 9  | 6 | 11 | 53  | 64 | -11 | 24  |
| 8   | AS Vesto(*)                                   | 25  | 10 | 4 | 11 | 43  | 54 | -11 | 24  |

(C) Campioana a fost CS Salonta.
(P) CS Salonta, Fabrica de zahăr Șercad a promovat în NB IV '42-'43 (liga a 4-a).
(*) S-a retras.
Surse:
"Sportul Național"/"Nemzeti Sport" 1942.07.05.

## Vezi și
- Prima ligă maghiară 1941–1942
- Liga a 2-a maghiară 1941–1942
- Liga a 3-a maghiară 1941-1942
- Liga a 4-a maghiară 1941-1942
- Prima ligă maghiară
- Liga a 2-a maghiară
- Liga a 3-a maghiară
- Liga a 4-a maghiară
- Cupa Ungariei
- Supercupa Ungariei
- Cupa Ligii Ungariei